# Air Busan
Air Busan (kor. 에어부산) – południowokoreańska tania linia lotnicza z siedzibą w Pusanie. Jest spółką zależną od Asiana Airlines.
Od agencji ratingowej Skytrax linia otrzymała cztery gwiazdki.

## Flota
Według stanu na sierpień 2025 flota Air Busan składała się z 20 samolotów o średnim wieku 10,1 lat:

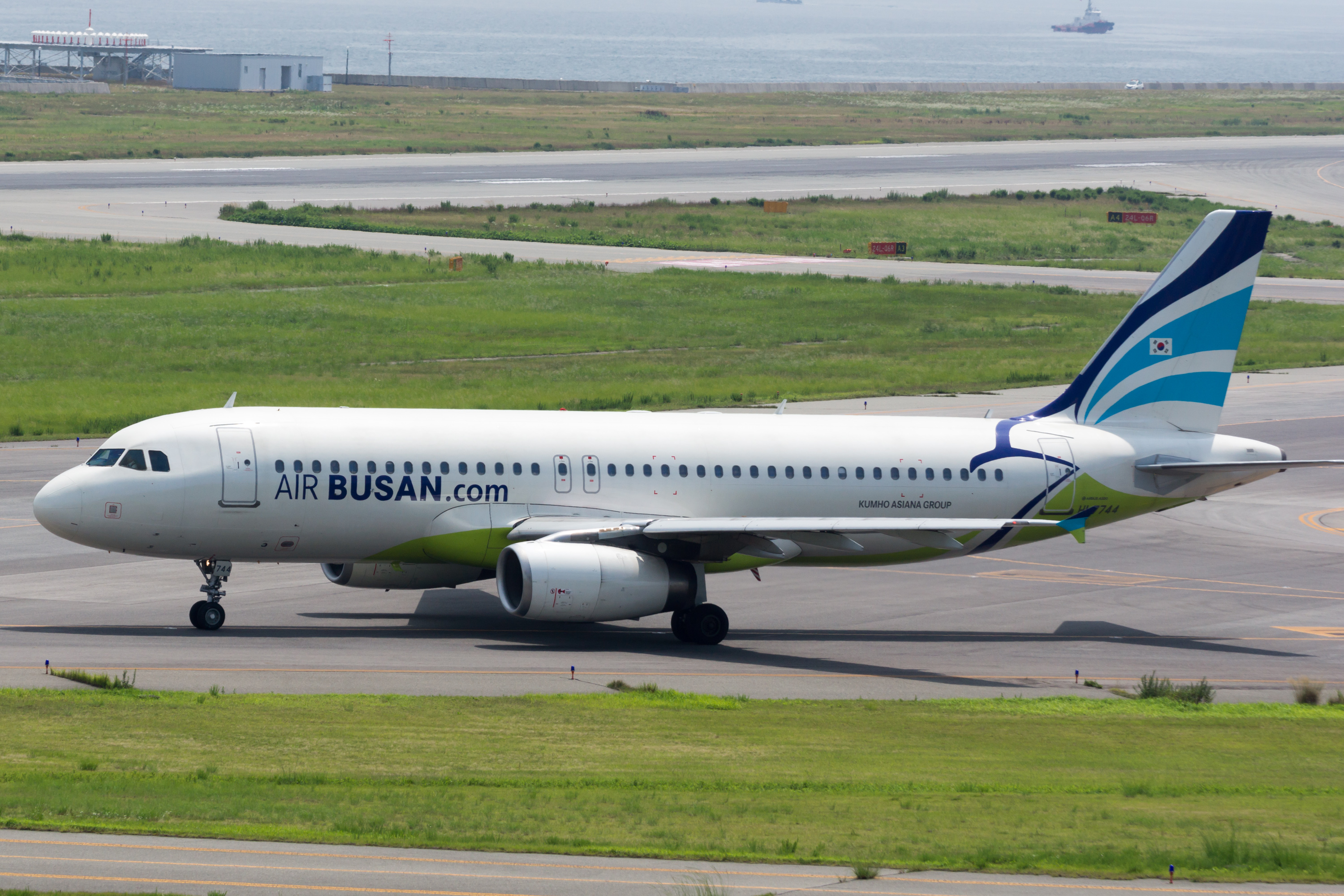
Airbus A320 linii Air Busan w Japonii na lotnisku Kansai International Airport (2015)

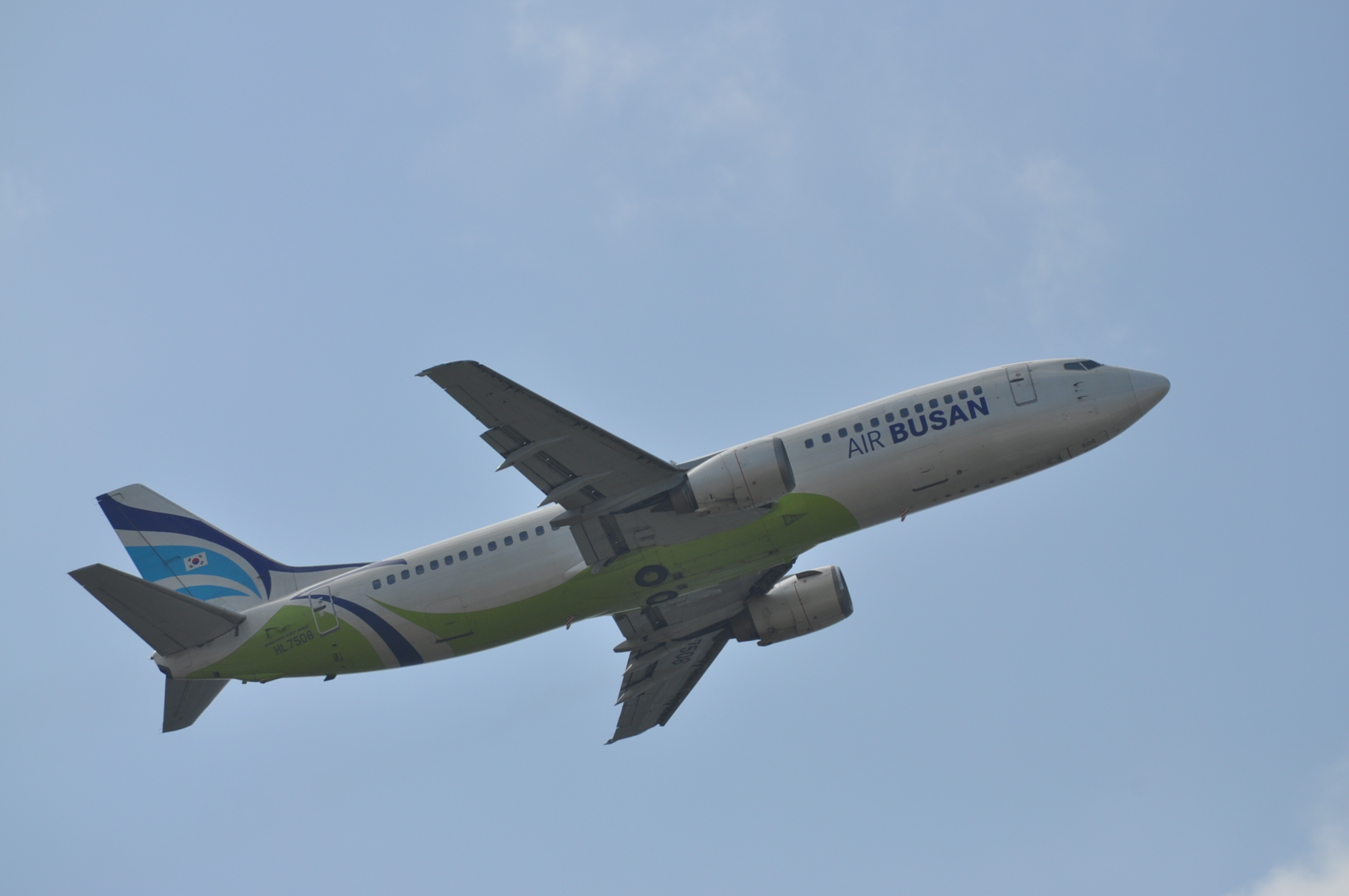
Boeing 737-400 linii Air Busan po starcie z Japonii (2012)

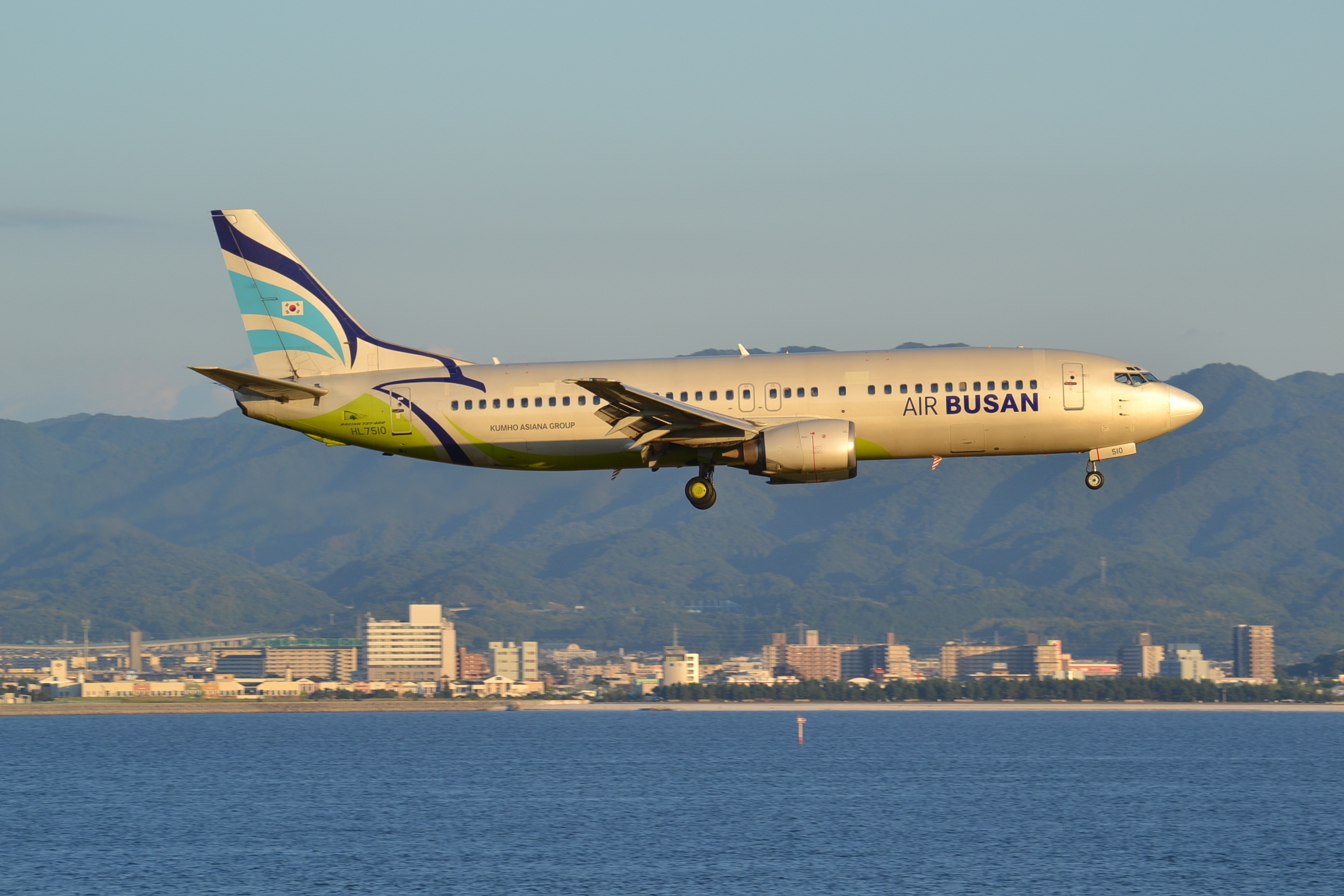
Boeing 737-400 linii Air Busan podchodzący do lądowania w Osace (2013)

| Samolot         | Samolot | Samolot   | Liczba miejsc | Liczba miejsc | Uwagi |
| Model           | Aktywne | Zamówione | E             | Łącznie       | Uwagi |
| --------------- | ------- | --------- | ------------- | ------------- | ----- |
| Airbus A320-200 | 5       | –         | 180           | 180           |       |
| Airbus A321-200 | 7       | –         | 195           | 195           |       |
| Airbus A321-200 | 7       | –         | 220           | 220           |       |
| Airbus A321neo  | 8       | –         | 220           | 220           |       |
| Airbus A321neo  | 8       | –         | 232           | 232           |       |
| Łącznie         | 20      | 0         |               |               |       |